# Speicher (Eifel)
Speicher település Németországban, Rajna-vidék-Pfalz tartományban. Lakosainak száma 3818 fő (2023. december 31.).

## Népesség
A település népességének változása:
| Lakosok száma | 2872 | 3429 | 3449 | 3668 | 3836 | 3818 |
|               | 1975 | 2017 | 2019 | 2021 | 2022 | 2023 |